# 壸门
壸门，在宋代李诫所编的《营造法式》中写作“壶门”，是一种佛教建筑中门的型制，也是一种镂空的装饰样式。作为佛教建筑中门的型制的壸门是随佛教传入中国的，而作为装饰样式的壸门自商代就已经在本土出现。
中国古代建筑史学专家张驭寰认为，“壶门实际上是佛教常用的佛龛，将龛窟形象取下，进行线刻，就出现了壶门。”壸门的轮廓有圆弧形、长方形、扁长形等，通常是在上端中间有突起，形状犹如葫芦壶嘴。壸门常常雕刻在佛塔须弥座的束腰部位和门窗部位，也会使用在香炉等器具上、床榻、桌椅等传统家具上。佛教建筑中能显示尊贵的入口之处一般都会采用壶门样式，如佛道帐、佛龛和佛堂，其内部常常雕有佛像、菩萨、佛教题材的故事以及植物、动物等图案。

## 实例图片
- 大同华严寺大雄宝殿（金代）
- 瑞岩净土寺塔的壸门
- 有壸门样式的香炉
- 有壸门的佛道帐
- 甲辰巷砖塔的壸门
- 嵩岳寺塔的并列壸门，内部雕有狮子
- 二灵塔的壸门，内部刻有佛像
- 唐《宫乐图》中的壸门床